# Caden
Caden (bret. Kaden) to miejscowość i gmina we Francji, w regionie Bretania, w departamencie Morbihan.
Według danych na rok 1990 gminę zamieszkiwało 1621 osób, a gęstość zaludnienia wynosiła 43 osoby/km² (wśród 1269 gmin Bretanii Caden plasuje się na 392. miejscu pod względem liczby ludności, natomiast pod względem powierzchni na miejscu 168.).